# Tallahassee Tennis Challenger 2010
Il Tallahassee Tennis Challenger 2010 è stato un torneo professionistico di tennis maschile giocato sul cemento, che faceva parte dell'ATP Challenger Tour 2010. Si è giocato a Tallahassee negli USA dal 17 al 24 aprile 2010.

## Partecipanti

### Teste di serie
| Nazionalità | Giocatore      | Ranking* | Testa di serie |
| ----------- | -------------- | -------- | -------------- |
| Stati Uniti | Rajeev Ram     | 92       | 1              |
| Sudafrica   | Kevin Anderson | 103      | 2              |
| Stati Uniti | Taylor Dent    | 106      | 3              |
| Stati Uniti | Robby Ginepri  | 107      | 4              |
| Stati Uniti | Jesse Levine   | 108      | 5              |
| Australia   | Carsten Ball   | 120      | 6              |
| Stati Uniti | Kevin Kim      | 133      | 7              |
| Stati Uniti | Ryan Sweeting  | 142      | 8              |

- Ranking al 12 aprile 2010.

### Altri partecipanti
Giocatori che hanno ricevuto una wild card:
- Jean-Yves Aubone
- Brendan Evans
- Bobby Reynolds
- Tim Smyczek

Giocatori con uno special exempt:
- Santiago González
- Gō Soeda

Giocatori passati dalle qualificazioni:
- Jamie Baker
- Joshua Goodall
- Luka Gregorc
- Dayne Kelly

## Campioni

### Singolare
Brian Dabul ha battuto in finale  Robby Ginepri con il punteggio di 4–6, 4–0, Rit.

### Doppio
Stephen Huss /  Joseph Sirianni hanno battuto in finale  Robert Kendrick /  Bobby Reynolds con il punteggio di 6–2, 6–4